# Billunžská marka
Billunžská marka (německy Billunger Mark) bylo v 10. a 11. století pohraniční území na severovýchodě Saského vévodství. Jméno nesla po německém rodu Billungů, který ji ovládal.
Hranice marky tvořila na jihu řeka Labe, na severu Baltské moře a na východě řeka Peene a rozkládala se zhruba v oblasti dnešního východního Holštýnska a Meklenburska.
Billunžská marka vznikla roku 936, když císař Ota I. Veliký udělil Hermannu Billungovi titul princeps militiae a svěřil mu ostrahu severní a severovýchodní hranice říše před Obodrity a Dány.
Herman Billung měl v marce téměř plnou samostatnost, a proto byl občas označován za vévodu saského, ačkoliv mu tento titul císař udělil až roku 961.
Po povstání Polabských Slovanů roku 983 byla Billunžská marka začleněna do Saského vévodství.